# Juraj Jánošík
Pour les articles homonymes, voir Janosik.
 (novembre 2021).
Si vous disposez d'ouvrages ou d'articles de référence ou si vous connaissez des sites web de qualité traitant du thème abordé ici, merci de compléter l'article en donnant les références utiles à sa vérifiabilité et en les liant à la section « Notes et références ».

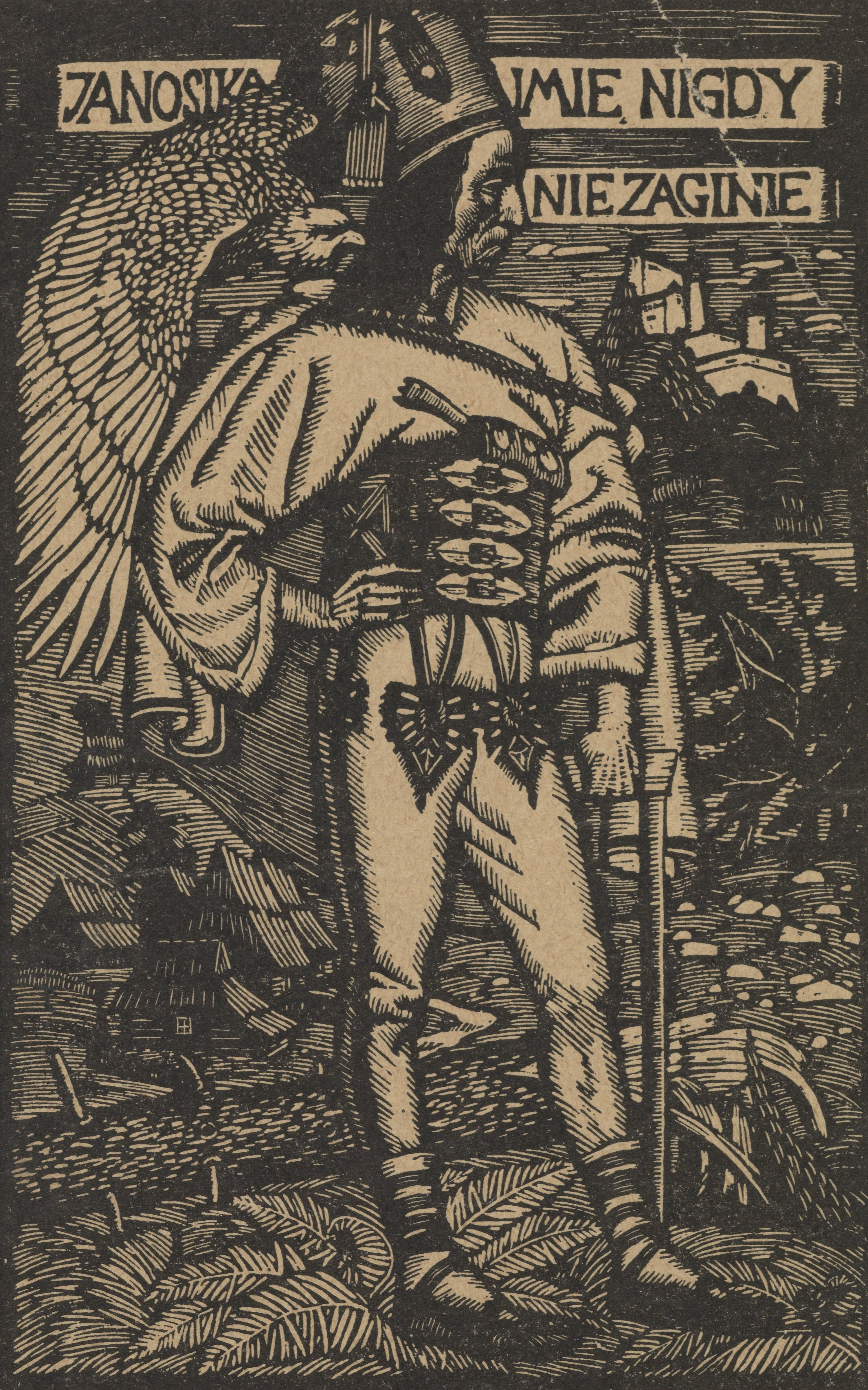
Janosik, Gravure sur bois par Władysław Skoczylas (Pologne, 1920)

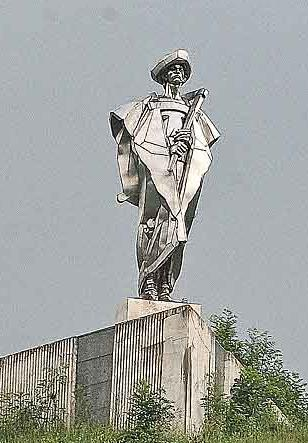
Monument « Janosik » de Ján Kulich à Terchová (1988)

Juraj Jánošík (25 janvier 1688, Terchová – 17 mars 1713, Liptovský Mikuláš) est un personnage de fiction, montagnard slovaque, venant des contreforts nord de Petite Fatra dans les Carpates occidentales. Un homme de la route dont la légende populaire l'a créé comme un héros et une figure épique de la culture slovaque et polonaise. Le brigand, mais à la fois défenseur du pauvre tel Robin des Bois et contre l'envahisseur tel Jeanne d'Arc, il fait la fierté des Slovaques et des Polonais. Il est courant d'offrir certains de ses symboles (la hache, la ceinture de force), ou encore de manger les « cheveux de Janosik » qui est un fromage tressé.

## Légende
La légende veut que Jánošík soit né à Terchová dans le royaume de Hongrie (Slovaquie actuelle), en 1688. À l'époque ce village appartenait au domaine de Strečno dont le seigneur habitait à Teplicka près de Žilina. Il est issu d'une famille démunie. Dans les années 1707-1708, il participe à l'insurrection du comte François II Rákóczi contre les Habsbourg. Jánošík passe plusieurs années dans le régiment d'infanterie sous le commandement du colonel Wilhelm Winkler (Viliam Vinkler). Apparemment après la défaite décisive des troupes kuruc à la bataille de Trenčín le 30 août 1708, il revient à Terchová. Néanmoins, bientôt il entre dans l'armée impériale - on ignore s'il le fait volontairement ou contraint - en tant que garde au château de Bytča. C'est à cette époque qu'il fait la connaissance de Tomáš Uhorčík, un brigand emprisonné dans le château. Celui-ci le persuada de rejoindre sa bande de brigands, ce que fait Jánošík en 1711. Grâce à son prestige, il en devient le chef.
La bande sous la direction de Jánošík est active un peu moins de deux ans. Sa première action fut l'attaque de marchands juifs à Vsetín en novembre 1711. En 1712, elle vainc et vole plusieurs nobles, des marchands et des ecclésiastiques, mais aussi l'épouse du pasteur, la veuve d'un officier impérial ou des propriétaires.
Comme tous les voleurs au grand cœur, cette bande de brigands vole l'argent des riches pour le donner aux pauvres. C'est à cette époque que naquit sa légende, celle d'un héros populaire épris de justice et doté d'une force surnaturelle. Celle-ci ne l'empêche pas néanmoins d'être arrêté et emmené à Liptovský Mikuláš en 1713 où il est jugé et emprisonné.
De nombreuses versions existent sur son arrestation. La légende et l'histoire se confondent.

Il finira pendu à un crochet et la légende raconte que, sur le point de mourir, il dansait encore.
Après sa mort, il resta, et reste encore, le symbole de la libération sociale et nationale du peuple slovaque, en lutte contre le féodalisme. Il marque toujours la conscience du peuple slovaque.
La culture populaire slovaque et polonaise (chansons, contes, peintures) s'est inspirée des actions de Juraj Jánošík et de sa bande.

## Sources et construction de la légende
Pratiquement les seules sources disponibles concernant la vie du brigand sont les protocoles des procès de Juraj Jánošík et de Tomáš Uhorčík et quelques autres documents supplémentaires paroissiaux ou administratifs. Ces sources donnent une image très limitée de la vie et de l'activité de Jánošík dont l'image de héros national n'a commencé à être construite  par les revivalistes slovaques qu'environ cent ans après sa mort. Cette image de héros populaire sera encore développée par les historiens socialistes au cours du XXe siècle. Ces constructions et théories associées à la personnalité de Juraj Jánošík ignorent le plus souvent le contexte de l'époque et n'ont aucun support dans les sources réelles.

## Postérité littéraire
Le poème épique Smrť Jánošíkova (la mort de Jánošík) de Ján Botto est le joyau de la poésie romantique slovaque. Les romanciers Pavol Beblavy et Jan Hrusovsky, dans les années 1930, ont rendu hommage à ce brigand, précurseur de la justice sociale qu'il réclamait pour son peuple.
Il est également le sujet de l'opéra Juraj Jánošík de Ján Cikker.
Enfin, chaque année au mois d'août se déroule le festival folklorique Jánošíkove dni à Vrátna, non loin de Terchová.

## Dans la culture polonaise
En Pologne, jusqu'à récemment[Quand ?], il y avait une croyance assez répandue selon laquelle Jánošík était de nationalité polonaise et qu'il sévissait en Podhale en volant les riches pour donner aux pauvres. Contrairement à la Slovaquie, en Pologne il y est toujours dépeint d'une manière positive. Dans les années 1970 ont été créés une série télévisée et un long métrage sur Jánošík. La série télé et le long métrage se déroulent au début du XIXe siècle en Pologne et se référent très peu à l'histoire réelle. Malgré cela, la série télé et le long métrage ont acquis une grande popularité et ont grandement contribué à la prévalence d'un Jánošík polonais. 
En 2009 Agnieszka Holland et Kasia Adamik ont tenté de montrer la vérité historique, en réalisant un long métrage enrichi avec des motifs de conte de fées et des scènes d'action : Jánošík histoire vraie.
Bien que la Pologne ait aussi la tradition de Jánošík, les journaux polonais traitent souvent les voyous ordinaires, les hooligans, les voleurs et les brigands de Jánošík. Le jour du bon larron, célébrée le 26 mars, est aussi appelé Jánošík.

## Au cinéma
- 1921 Jánošík – premier film slovaque ; financé par  Tatra Film Co.; mise en scène : Jaroslav Jerry Siakeľ, Jánošík : Theodor Pištěk. (C'est en se fondant sur ce film que l'UNESCO classifie la Slovaquie comme étant la dixième nation au monde ayant produit des feature films)[2].
- 1935 Jánošík – film tchécoslovaque; réalisateur : Martin Frič, Jánošík : Paľo Bielik.
- 1954 Jánošík – premier film d'animation polonais ; réalisateur: Włodzimierz Haupe and Halina Bielińska.
- 1963 Jánošík I et II – film slovaque ; réalisateur : Paľo Bielik,  Jánošík : František Kuchta.
- 1974 Janosik – film polonais ; réalisateur : Jerzy Passendorfer, Janosik : Marek Perepeczko.
- 1974 Janosik – polonais  série télévisée en 13 épisodes; réalisateur : Jerzy Passendorfer, Jánošík: Marek Perepeczko.
- 1976 Highwayman Jurko / Zbojník Jurko – film d'animation slovaque ; réalisateur : Viktor Kubal.
- 1991 Highwayman Jurošík / Zbojník Jurošík – Série TV slovaque d'animation en 28 épisodes; réalisateur : Jaroslav Baran.
- 2009 La véritable histoire de Juraj Jánošík et Tomáš Uhorčík (ou : Janosik, Roi des Voleurs) / Pravdivá história o Jurajovi Jánošíkovi a Tomášovi Uhorčíkovi (sk) / Prawdziwa historia Janosika i Uhorcika (pl) – Film slovaque-polonais-tchèque-hongrois coproduction; réalisateurs : Agnieszka Holland et sa fille Kasia Adamik, Jánošík: Václav Jiráček.

## En littérature
(juin 2013).
- 1785 Slovak – Anon., "An Excellent Sermon by a Certain Preacher in the Days of the Chief Highwayman Jánošík." Staré noviny liternjho uměnj, May 1785.
- 1809 Slovak – Bohuslav Tablic, "Jánošík, the Highwayman of Liptov County." Slowensstj Werssowcy.  Collecta revirescunt. Swazek druhý.
- 1814 Slovak – Pavol Jozef Šafárik, "Celebrating Slavic Lads." Tatranská Můza s ljrau Slowanskau.
- 1829 Slovak lower nobleman in German – Johann Csaplovics, "Robbers." Gemälde von Ungern.
- 1845 Slovak lower nobleman – Štefan Marko Daxner, "Jánošík's Treasure." Orol Tatránski.
- 1846 Slovak – Ján Botto, "Jánošík's Song." Holubica, Zábavník Levočskích Slovákou.
- 1846 Slovak – Samo Chalupka, "Jánošík's Contemplation." Orol Tatránski.
- 1862 Ján Botto, "The Death of Jánošík. A Romance." Lipa. — A key poem in Slovak literature and culture.
- 1867 Slovak lower nobleman – Jonáš Záborský, Jánošík's Dinner. A Play in Four Acts With an Historical Background. A supplement to the journal Sokol.
- 1875 Hungarian – "Jánosik and a Snitch." Nyitramegyei Szemle.
- 1884 Polish – August Wrześniowski, "A Story About Janosik." Pamięci Towarzystwa Tatrzańskiego.
- 1884 Czech – Alois Jirásek, "About Jánošík." Staré pověsti české.
- 1893 American in Slovak – Dobrý Slovák, Jánošík, the Lad of Freedom: A Legend of Times Gone By.
- 1894 American in Slovak – Gustáv Maršall-Petrovský, Jánošík, Captain of Mountain Lads – His Tumultuous Life and Horrific Death. A Novel. — Une source d'inspiration pour le scénario du film slovaque de 1921 Jánošík.
- 1900 American – George J. Krajsa, Janosik.
- 1905 Polish – Kazimierz Przerwa-Tetmajer, "The Legend of Janosik's Death." Poezje.
- 1910 Czech – Jiří Mahen, Jánošík. — Une pièce, qui a également inspiré le scénario du film slovaque de 1921 Jánošík.
- 1933 Slovak – Ján Hrušovský, "Jánošík." Slovenská politika. — Narrative newspaper strips published later as a novel.
- 1937 Polish – Stanisław Ryszard Dobrowolski, Janosik of Terchová.
- 1943 Slovak – Mária Rázusová-Martáková, Jánošík: A Rhymed Play in Five Acts.
- 1947 Polish – Stanisław Nedza-Kubiniec, Janosik: A Poem About the Highwayman who Wanted to Make the World Equal.
- 1955 Slovak – Mária Rázusová-Martáková, Tales about Jánošík.
- 1964 German – Käthe Altwallstädt, "Janosik and the Students." Die blaue Rose: Märchen aus Polen.
- 1969 Polish – Katarzyna Gaertner, music, and Ernest Bryll, lyrics, Painted on Glass. — A musical whose Bratislava production had the longest run in the history of Slovak theater.
- 1970 Slovak – Stanislav Štepka, Jááánošííík. — A spoof and the Slovak play with the longest run.
- 1972 Polish – Tadeusz Kwiatkowski, Janosik. — A graphic novel.
- 1972 Serbian in Slovak – Štefan Gráf, Jur Jánošiak. — Parallel publication in Serbie (Yougoslavie) and Slovaquie (Tchécoslovaquie).
- 1976 Polish – Viera Gašparíková a Teresa Komorowska, Highwaymen's Bounty. Polish and Slovak Tales from the Tatras.
- 1979 Slovak – Ľubomír Feldek, Jánošík According to Vivaldi. — A spoof play.
- 1980 Slovak – Margita Figuli, A Ballad of Jur Jánošík.
- 1980 Slovak – Ladislav Ťažký, Jánošík's Tear.
- 1984 Polish – Andrzej Kijowski, About A Good Commander and Ironcald Champion.
- 1985 American – John H. Hausner, "Jánošík, We Remember!" And Other Poems.
- 1993 Ukrainian in Polish – Василь Iванович Сави, Яносик, польська народна казка. — A picture book.
- 1994 Slovak – Anton Marec, Jánošík, Jánošík... (33 Legends About the Famous Highwayman Commander.)